# The Sims Social
The Sims Social fue un videojuego de tiempo real, desarrollado por EA Interactive y Playfish. Basado en el juego Los Sims. El juego estuvo disponible mediante el sitio web de la red social Facebook y a través de una aplicación para iPhone. El juego permitió a los miembros de Facebook manejar una vida virtual: crearte a ti mismo, alimentarte, asearte, dormir y socializar con tus amigos y hasta hacer tus necesidades. Desde su lanzamiento en septiembre de 2011, la aplicación se convirtió en uno de los juegos más populares de Facebook.
El 15 de abril de 2013, Electronic Arts anunció que el juego se cerraría de manera definitiva el 14 de junio de 2013.

## Argumento
El juego consistía en crear personajes (Sims) y "construirles" una vida, satisfacer sus necesidades, concretar sus aspiraciones y cumplir sus sueños. El juego permite diseñarles a los Sims una casa y abastecerla con todos los objetos que se requieran para satisfacer sus necesidades. El juego posee una interesante opción de modo libre (libre albedrío) con la que los personajes pueden realizar sus actividades por sí solos, aunque lo normal es que el jugador intervenga dándole órdenes, las cuales pueden incluso no ser respetadas por los Sims en situaciones específicas. El jugador debe satisfacer las necesidades básicas de los Sims, como comer, dormir, entre otras. Existen diferentes tipos de habilidades como Escritura, Cocina, Pintura, Música, Deportes y Lógica, las cuales se podrá ir subiendo de nivel realizando diferentes acciones como escribir, cocinar, pintar o componer música.
Los Sims pueden llegar a ser amigos, sube queridos, viejos enemigos, Amienemigos, inseparables, mejores amigos para siempre, los enemigos y los enemigos del arco. Grandes Enemigos o enemigos con el arco Sims permite nuevas interacciones, tales como patadas de su bote de basura, la lucha contra el otro Sim, y golpeando ellos. Hay nueve personajes diferentes, que pueden afectar a un estilo de vida del Sim. Los estilos de vida son creativos friki, el villano, la alta sociedad, roquero, introvertido, el magnate, atleta, y romántico. Después de seleccionar un personaje, que cuesta 50 SimCash para cambiarlo. Eventos que suceden en el juego pueden ser compartidos en el perfil de un jugador y los de sus amigos. El juego tiene más de dibujos animados al estilo de arte que los juegos anteriores de la serie, que se centró en el arte realista. Sin embargo, el juego cuenta con el estilo isométrico de la serie Sims. Este juego tiene unos gráficos 2D y entró en beta abierta el 9 de agosto de 2011. Toda la interfaz de lo social Los Sims se ha simplificado. Esto hace que sea fácil de usar que otros juegos como Los Sims 3, sin embargo, esto elimina muchas características. Asea muy bien a tus Sims, lávales las manos cuando estornuden, pues pueden contraer un virus en el cual vomitan y se lo emiten a los demás sims.

## Modo de Juego

### Crear un Sim
Crear un Sim (CUS) tiene muchas similitudes con CUS en Los Sims 3, las diferencias sin embargo, muchos también. La interfaz es más simple y sencillo que otros juegos de Los Sims con el fin de atraer a los jugadores casuales. Crear un Sim, los jugadores pueden personalizar el nombre de su Sim, el sexo, personalidad, color de la piel, la ropa, el peinado, el color del cabello, cejas, ojos, nariz, boca, vello facial, y accesorios. Ninguna de estas opciones son permanentes, sin embargo el cambio de un género Sim cuesta 10 SimCash y cambiar su personalidad cuesta 50 SimCash. La personalidad de un Sim se parece mucho a las características de Los Sims 3. Una personalidad se define casi todas las acciones lleva a cabo un Sim. si

### Habilidades
Al igual que otros juegos de la serie Los Sims, Los Sims también pueden desarrollar sus habilidades. Actualmente hay cuatro habilidades: Arte, Cocina, Música y Escritura. El desarrollo de niveles más altos el nivel de habilidad permiten Sims para obtener nuevos objetos. Sims desarrollar las habilidades que el jugador interactúa con un objeto de arte (como el caballete o el ordenador cuando el nivel 30), un objeto de la música (como una guitarra o un teclado al nivel 10), un objeto de cocina (como un microondas, una cafetera, cuando nivel 10, o una estufa cuando el nivel 15), o un objeto de escritura (como un ordenador o máquina de escribir cuando el nivel 10). A veces, las habilidades son una parte de las misiones le da al jugador por su Sim de lograr.

### Rasgos
Hay nueve rasgos de Sims, en Los Sims social. Los rasgos son comprables con los Puntos de Vida. Cada rasgo también cuenta con cinco niveles, cada una de las necesidades que se compra a un precio doble de puntos de vida que la anterior. Las características disponibles en la actualidad son patán, la vejiga de acero, mecánico limpio, súper, loco, ogro, ninja, un gran besador, y el búho nocturno. Cuando el jugador mejora el nivel de un rasgo, el carácter se vuelve más prominente en el estilo de vida del Sim. El ejemplo más visible de esto es en el rasgo de ninja. Cuando un Sim tiene el nivel de un rasgo de ninja, el Sim camina más rápido. Sin embargo, cuando un Sim tiene el nivel cinco rasgos ninja, que puede teletransportarse de un lugar a otro. El rasgo ninja es útil si el jugador tiene una casa más grande. En el rasgo de locura, los Sims pueden reducir la necesidad del ser social y puede hablar con las plantas sin la gente que visita (en las versiones anteriores, hablar con las plantas también elimina la energía necesaria para cumplir Social). A nivel 5 rasgo de locura le permite hablar de la SIM a sí mismos para cumplir con la diversión y social, sin la eliminación de la energía.
y puedes socialicarte

### Necesidades y Energía
En The Social Sims, Los Sims tienen necesidades, al igual que con otros juegos de la serie Sims. Sin embargo, a diferencia de otros juegos de la serie, los Sims no puede morir. Hay seis necesidades: diversión social, el hambre, la higiene, la vejiga, y el sueño. Cuando todas las necesidades se cumplan, o en un estado de ánimo muy bueno, El del jugador se sentirá inspirado. Cuando el Sims se inspira gana más simoleones al realizar las tareas de habilidad. Sims con un mal humor no seguir las indicaciones del jugador. En su lugar, van a cumplir sus propias necesidades de autonomía. Todos los medidores de estado de ánimo del ciclo desde el verde intenso (bien) a verde claro, amarillo, naranja, rojo, gris y finalmente. Todas las necesidades se pueden mejorar de la casa del Sim. Otra de las características ubicado al lado de las necesidades es el medidor de diversión. Esto puede varíate en gran medida dependiendo de la personalidad del Sim. Por ejemplo, un Sim con una personalidad atlética no se encuentra jugando en la computadora y juegos electrónicos tan agradables como un Sim con una personalidad geek. Los Sims ya cuidar de sí mismos con autonomía. Si se deja a su suerte, los Sims realizar acciones que ayuden a los más bajos metros, siempre que tengan un objeto apropiado cercano. Esto no puede continuar durante largos períodos de tiempo, ya que, finalmente, el juego se detiene y le dice al jugador "Tu Sim te necesita", O para seguir jugando el juego.
Las necesidades son:
- Hambre: Para solucionar un medidor de hambre bajo la solución es simplemente comer...
- Vejiga: Sencillamente la necesidad de ir al retrete. Si el medidor de esta necesidad es muy bajo, el Sim tendrá un "accidente", reduciendo drásticamente su higiene.
- Higiene: Esta necesidad se satisface con una ducha o un baño, aunque también sube ligeramente lavándose las manos o los dientes.
- Dormir: La forma más efectiva de subir el medidor dormir. Cuanta más cara sea la cama, mejor descansará. También se puede aumentar ligeramente el medidor bebiendo café.
- Diversión: Pueden ayudar muchas actividades a satisfacer esta necesidad, dependiendo de la personalidad del Sim. Algunos disfrutan más de la lectura otros de videojuegos. Existen numerosos objetos destinados a aumentar el medidor de diversión y mejorar el humor de nuestro Sim, también al jugar con painball, computadora etc.
- Social: La forma más efectiva de hacerlo es compartir actividades con otros Sims. Estas actividades pueden ir desde hablar por teléfono a bailar juntos.

### Moneda
Los Sims social tiene tres monedas: el Simoleon, SimCash y Puntos Social. Estas monedas se usan para comprar artículos en el juego. Simoleones son la moneda más básicas. A diferencia de los otros juegos de la serie Los Sims, Los Sims no pueden conseguir trabajo para ganar simoleones vez son obtenidos mediante la realización de cualquier tarea no autónomos. SimCash pueden más fácilmente ser obtenida mediante la compra con el mundo real las monedas, sin embargo, una reciente actualización para el juego permite a los usuarios a ganar hasta 10 SimCash como recompensa por jugar el juego en 5 días consecutivos. SimCash permite al jugador comprar objetos Edición especial y limitada. Cuando el jugador comienza el juego, recibirá el 40 SimCash libre. Puntos sociales se obtienen mediante la realización de las interacciones sociales con otros Sims. Estos pueden ser usados para comprar objetos que no están disponibles en Simoleones. Usted puede cambiar el ángulo social de simoleones mediante la compra de un artículo de perspectiva social y venderlos. Ejemplo: G Rey compra dotado con 15.000 Puntos Social, que se puede vender por 15.000 simoleones.

### Interacción Social
Gran parte del juego requiere de regalos para enviar a sus amigos, de ahí el "social" en el nombre. Por ejemplo, cuando un Sim a los niveles de una habilidad, deben tener ciertos elementos para desbloquear el siguiente nivel. La mayoría de estos artículos deben ser enviados al jugador de los amigos o se obtienen mediante la interacción con los Sims de sus amigos. Esto ha sido una molestia para muchos jugadores que no tienen una gran cantidad de amigos. Cuando el jugador no puede obtener los objetos de los amigos, la única otra opción es saltarse la tarea con SimCash. Ciertos elementos, como camas dobles y sofás, tendrán un icono de martillo en la esquina derecha. Esto denota que este tema requiere un poco de montaje. Para montar el punto que un jugador necesita ciertos elementos que solo se puede obtener preguntando a sus amigas para ellos.
Los jugadores pueden seguir tres diferentes relaciones con sus vecinos. Pueden llegar a ser amigos, rivales, o entrar en un romance. Hay varios niveles de relación que se abrió, al pasar de conocidos a amigos a mejores amigos o rivales amistosos. Cada ruta de la relación le da al jugador diferentes interacciones sociales, así como las diferentes tareas que se pueden realizar en casas de amigos. Los rivales puede ser grosero el uno al otro por insultar a los demás, jugar bromas, jugar con los electrodomésticos, y otras interacciones negativas. Una vez que el jugador llegue a un nivel de relaciones nuevas, que tendrán que enviar un mensaje a tu amigo para recibir su aprobación para el nuevo nivel.

### Artesanía
Además de la construcción de objetos y habilidades de desbloqueo, los jugadores pueden utilizar los elementos encontrados por la realización de tareas para elaborar pociones especiales y colecciones completas. Los jugadores pueden crear pociones numerosas que pueden proporcionar beneficios a los Sims. Por ejemplo, una poción de la diversión instantáneamente al límite de un nivel de diversión Sim, o una poción de mal humor al instante todos los tanques que necesita un Sim. Agotan las necesidades es muy útil cuando la búsqueda de elementos determinados. Los artículos pueden ser hechos a mano por ir a la sección de artesanía en la parte inferior de la pantalla. Otros artículos incluyen la elaboración de la nueva energía y Simoleones. Se cierne sobre los elementos que se requieren se muestran las formas de obtener en el juego. Una vez que todos los elementos necesarios se obtienen, los jugadores pueden hacer clic en el botón de elaboración artesanal y el elemento. El objeto creado se guarda en la mochila del jugador. Muchos ingredientes también pueden ser dotados a otros.

## Fin del juego
En abril de 2013, EA anunció el cierre de The Sims Social junto con otros dos juegos para la plataforma de Facebook (SimCity Social y Pet Society). La compañía justificó su acción con la repentina bajada de actividades de estos títulos y el uso exagerado de recursos para la elaboración de ítems (que lanzaban cada semana).
La falta de jugadores y el incremento de cuentas fantasma fue lo que llevó al cierre definitivo del juego el 14 de junio de 2013, sin mencionar el distanciamiento que se produjo entre Facebook y EA.